# E-Netz Augsburg

Karte E-Netz Augsburg
(ab Dezember 2022)

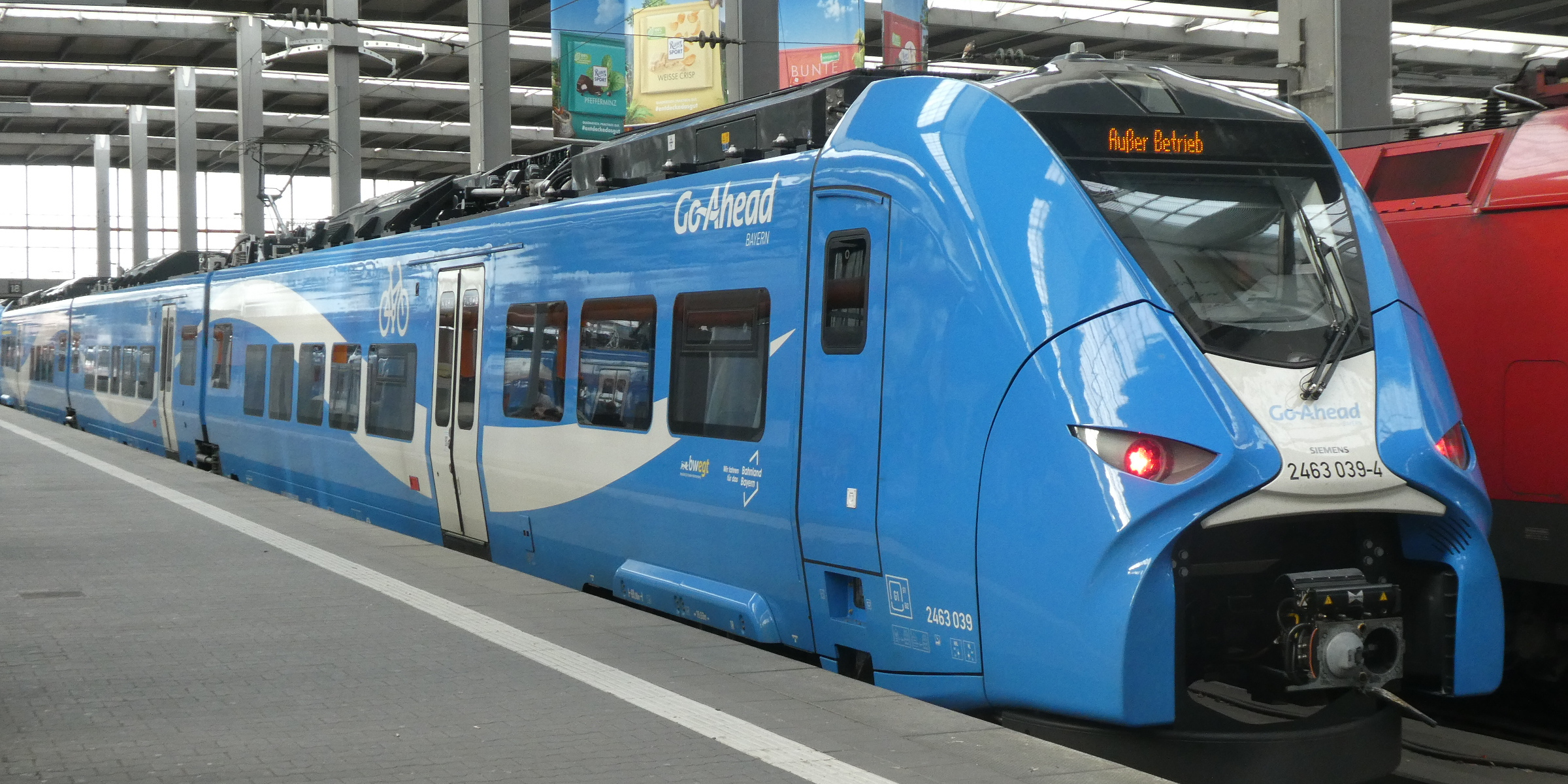
Siemens Mireo von Go-Ahead Bayern in München Hbf (2023)

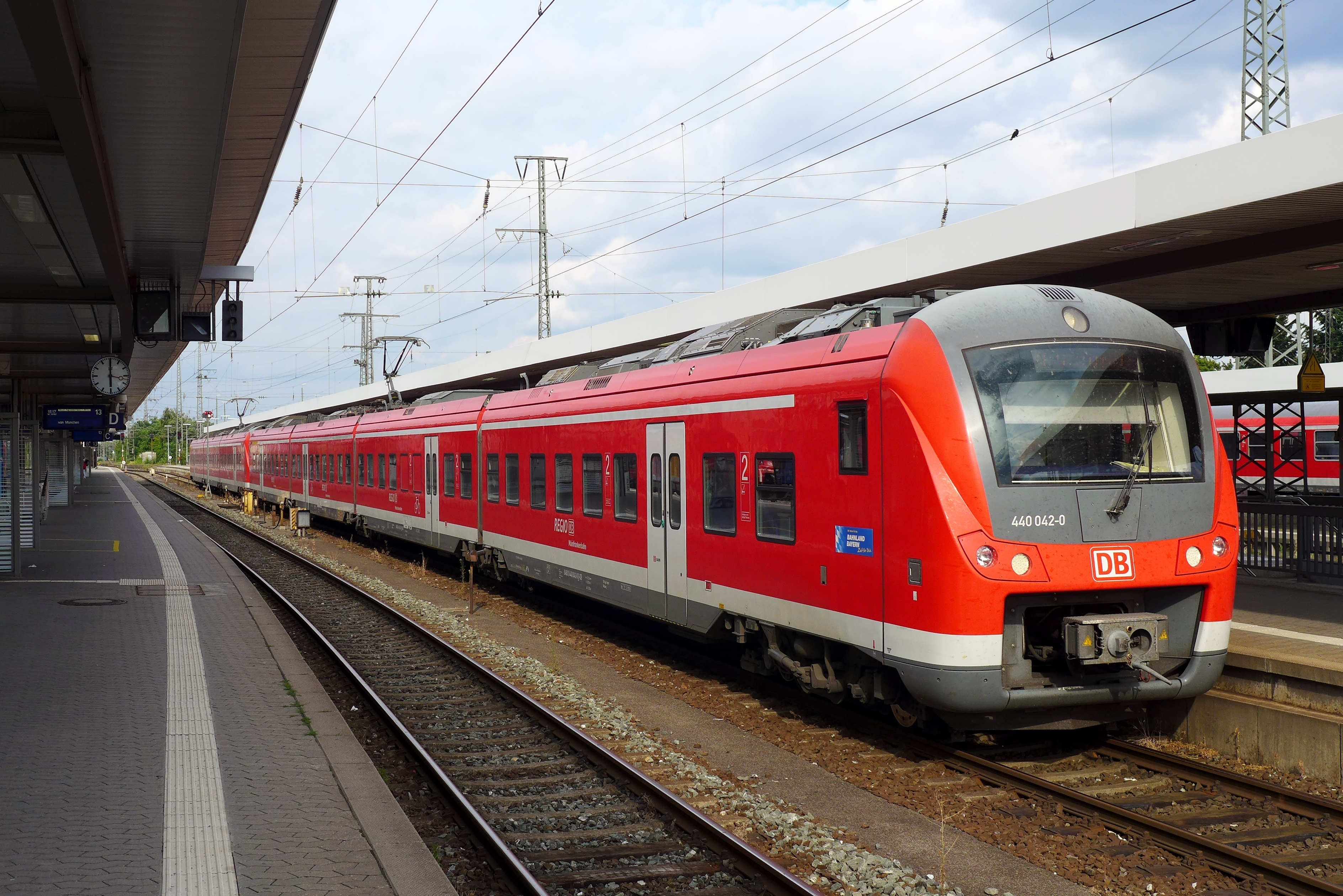
Alstom Coradia Continental von DB Regio in Nürnberg Hbf (2014)

Das E-Netz Augsburg ist ein Vergabenetz für den Schienenpersonennahverkehr im Großraum Augsburg, das von der Bayerischen Eisenbahngesellschaft (BEG) in Kooperation mit dem Ministerium für Verkehr Baden-Württemberg ausgeschrieben wurde. Von 2008 bis Dezember 2022 wurde das Netz von DB Regio Bayern als Fugger-Express betrieben. Seit Dezember 2022 wird das Netz als Los 1 der Augsburger Netze von Arverio Bayern (früher: Go-Ahead) betrieben.

## Streckenübersicht
Die Ausschreibung umfasst Linien auf den Strecken von München über Augsburg nach Ulm (Kursbuchstrecken (KBS) 981 und 980), von München über Augsburg und Donauwörth nach Treuchtlingen (KBS 910) und die Relation Donauwörth – Aalen (KBS 989). Sowohl Ulm, als auch Aalen liegen in Baden-Württemberg.
Ab der Neuvergabe ab Dezember 2022 wird das E-Netz Augsburg um die Relation Treuchtlingen – Würzburg (KBS 920) erweitert.

## Vergabe
Zwischen Betriebsbeginn 12/2008 und 12/2019 wurde das Netz von DB Regio Bayern betrieben, welche ebenfalls den Übergangsvertrag zwischen 12/2019 und 12/2022 fuhr.
Im Dezember 2022 übernahm das Verkehrsunternehmen Go Ahead (heute: Arverio Bayern) das Netz. Am 7. Dezember 2018 erhielt Go Ahead den Zuschlag für das Los 1 der Augsburger Netze durch die BEG. Das Los 1 umfasst die Achsen Ulm – Augsburg – München, Würzburg – Ansbach – Treuchtlingen – Donauwörth – Augsburg und Aalen – Nördlingen – Donauwörth.

## Geschichte

### Anlaufschwierigkeiten
Der erste Auftrag für den Fugger-Express umfasste 37 vierteilige Fahrzeuge Alstom Coradia Continental im Gesamtwert von etwa 160 Mio. Euro für den Verkehr im Raum Augsburg.
Anfang März 2008 wurde erstmals ein fertiger Triebzug dieses Typs präsentiert. Am 18. Juli 2008 stellte die DB Regio den Triebwagen 440 007 im Augsburger Hauptbahnhof der Presse und am 8. August 2008 der Öffentlichkeit vor.
Im Oktober 2008 wurde bekannt, dass sich die Zulassung der Triebzüge durch das Eisenbahn-Bundesamt wegen Problemen in der Steuerungstechnik verzögerte. Die Fahrzeuge konnten daher nicht wie geplant zum Fahrplanwechsel im Dezember 2008 eingesetzt werden. Man wickelte in der Übergangszeit die Verkehre wie zuvor mit lokbespannten Zügen der Baureihe 111 mit Doppelstockwagen oder Baureihe 110 oder 111 mit n-Wagen ab, die teilweise mit zwei Lokomotiven bespannt waren (sog. Sandwich-Bespannung). Alternativ kamen auch Fahrzeuge der Baureihe 425 zum Einsatz. Es musste weiterhin in Augsburg Hauptbahnhof umgestiegen werden, wenn man auf die Streckenäste Richtung Ulm oder Richtung Treuchtlingen wollte.
Ursprünglich hatte man zum „kleinen Fahrplanwechsel“ im Juni 2009 geplant, den ganzen Betrieb mit den Triebwagen und damit auch das Flügelkonzept (Treuchtlingen–Augsburg / Ulm–Augsburg zusammengekuppelt weiter nach München) aufzunehmen. Allerdings waren bis dahin nur 25 von 37 Fahrzeugen ausgeliefert, wovon auch noch nicht alle zugelassen waren. Dazu kam, dass die Software für das Flügeln und das Vereinigen der Züge in Augsburg ebenfalls noch nicht freigegeben war. Bis zum Juni 2009 fuhr die Deutsche Bahn mit einem Ersatzkonzept, bei dem in Augsburg nach wie vor umgestiegen werden musste. Es konnten jedoch mit den schon zugelassenen neuen Triebwagen unter der Woche 125 Zugleistungen abgedeckt werden. Zwischen Juni 2009 und Januar 2010 fuhr man mit dem Ersatzkonzept und den schon zugelassenen Fahrzeugen im Mischbetrieb.
Im Januar 2010 gingen alle bestellten 37 Züge in den Fahrgasteinsatz.
Im März 2010 entschädigte die Bahn wegen einiger Komfort-Mängel des Fahrzeuges rund 1500 Fahrkarten-Abokunden.

### Schlechtes Qualitätsranking und Petition
Das E-Netz Augsburg befand sich 2011 in einem Qualitätsranking der BEG nur auf Rang 8 von 13 Vergleichsnetzen, als die Bayerische Eisenbahngesellschaft in offenen und verdeckten Tests sowie in Fahrgastbefragungen 13 bayerische Vergleichsnetze nach den Kriterien „Sauberkeit“, „Funktionsfähigkeit der Ausstattung“, „Service“, „Kundenorientierung bei Beschwerden“ und „Fahrgastinformation“ verglich. Wie schon 2010 und 2009 verhängte die Bayerische Eisenbahngesellschaft Vertragsstrafen aufgrund von Unpünktlichkeit im Bereich des E-Netzes Augsburg, die für Angebotserweiterungen beim Fugger-Express eingesetzt wurden.
Beispiele (Auswahl)
- Verbesserung der Kundeninformation im Störungsfall
- Einsatz technischer Zugbegleiter für die kurzfristige Behebung von Störungen
- Verbesserung der Baustellenkommunikation
- vergrößerter Sitzplatzabstand
- größere Gepäckablagen

Im Juli 2012 sammelte der Fahrgastverband Pro Bahn Unterschriften für eine Landtagspetition, die Verbesserungen beim Fugger-Express bringen sollte. Eine Hauptforderung war, dass morgens und abends im Pendlerverkehr mehr Kapazitäten von und nach München bereitgestellt werden sollten. Darüber hinaus forderte man Gepäckablagen in den Wagen und eine großzügigere Bestuhlung. Mit der Unterschriftenaktion wollte man Druck auf das Wirtschaftsministerium und die Bayerische Eisenbahngesellschaft ausüben, die für den Nahverkehrs in Bayern zuständig sind. Unterstützt wurde die Petition von der Piratenpartei.
Im März 2013 kamen unabhängige Qualitätsprüfer zu dem Ergebnis, dass der Komfort bei Toiletten und Klimatisierung im Fugger-Express gegenüber 2012 verbessert worden waren.
2013 erreichte der Fugger Express bei der Messung der Servicequalität der BEG sein mit Abstand schlechtestes Ergebnis bisher.
Während von 2016 bis 2018 die Ergebnisse wieder in Ordnung waren erreichte der Fugger-Express 2019 im Qualitätsranking im Vergleich mit 30 anderen bayrischen Netzen den dritt letzten Platz. In diesem Jahr hatte er eine Pünktlichkeitsquote von 88,5 % und 2,2 % der Fahrten fielen aus.

## Fahrzeuge
Bei der Deutschen Bahn kamen bis circa 2010 Lokomotiven der Baureihe 111 (teilweise auch 110) mit Doppelstockwagen, oder alternativ auch Bn-Wagen (Silberlinge) zum Einsatz. Teilweise waren diese Garnituren in Sandwichbespannung, was bedeutet, dass am Zuganfang und am Zugschluss eine Lokomotive antreibt.
Seit 2010 wurden (bis auf wenige Taktleistungen) vierteilige Triebwagen vom Typ Alstom Coradia Continental (Baureihe 440) mit jeweils 236 Sitzplätzen eingesetzt.
Vom Fugger-Express wurden mehrere Fahrzeuge nach Würzburg abgegeben, modernisiert und seit Dezember 2021 für den Einsatz im (neuen) E-Netz Würzburg vorgesehen. 5 Fahrzeuge der „alten“ BR 440 Vierteiler von der Mainfrankenbahn wurden im Gegenzug nach München abgegeben und fuhren im letzten Einsatzjahr noch im Fugger-Express. Weitere Fahrzeuge wurden zur Modernisierung vorzeitig nach Baden-Württemberg abgegeben. Als Ausgleich kamen von Baden-Württemberg dafür Triebwagen der Baureihe 425, mit denen hauptsächlich die Werktagsverstärker von Augsburg Hbf nach Meitingen und Gessertshausen gefahren wurden.
Seit dem Fahrplan- und Betreiberwechsel im Dezember 2022 werden 44 dreiteilige Triebzüge vom Typ Siemens Mireo mit 216 Sitzplätzen und 12 fünfteilige Triebzüge vom Typ Siemens Desiro HC mit 538 Sitzplätzen eingesetzt. Die Übernahme des E-Netzes Augsburg am 11. Dezember 2022 war sowohl durch technische Mängel von Stromabnehmern und Kupplungen
als auch durch Personalmangel geprägt. Dies führt zu Verspätungen und Zugausfällen.

## Liniennetz
Im Stundentakt verkehrt eine Regionalexpresslinie von München nach Augsburg und ab dort abwechselnd weiter nach Ulm und Donauwörth, wo der Zug nach Aalen und Würzburg geteilt wird. Um den Stundentakt zwischen Ulm und Augsburg herzustellen, verkehren zusätzlich zweistündlich Züge zwischen diesen beiden Orten. Eine Regionalbahnlinie fährt ebenfalls im Stundentakt zwischen München und Augsburg und wird dort nach Dinkelscherben und Donauwörth geteilt. Zwischen München und Augsburg bilden diese Linien gemeinsam zwischen 4:30 Uhr und 21 Uhr einen Halbstundentakt, der im Berufsverkehr verdichtet wird. Zudem verkehren stündlich zusätzliche Züge zwischen Augsburg und Meitingen. Mit der Übernahme durch Go-Ahead Bayern sollte sich an diesem Angebot zunächst nicht viel ändern. Neu hinzugekommen ist die Verlängerung der Regionalexpresslinie von Treuchtlingen bis nach Würzburg sowie der zweistündlichen Linie zwischen Treuchtlingen und Würzburg, sodass zwischen diesen beiden Orten ein Stundentakt besteht. Die Zusatzzüge zwischen Augsburg und Gessertshausen im Berufsverkehr gingen als neue Linie an die Bayerische Regiobahn über. Durch Personalmangel musste das Angebot jedoch ausgedünnt werden: Seit dem Fahrplanwechsel im Dezember 2022 entfallen die Zusatzzüge zwischen Augsburg und Meitingen und die Strecke zwischen Donauwörth und Aalen wird mit lokbespannten n-Wagen-Zügen der Weser Ems Eisenbahn und Triebwagen der Baureihe 425 von DB Regio Bayern gefahren. Die Durchbindung der Züge von Aalen nach München ist daher vorerst nicht möglich.
Angebot bis 10. Dezember 2022
| Linie | Linienverlauf                                          | Linienverlauf                                          | Takt                              |
| ----- | ------------------------------------------------------ | ------------------------------------------------------ | --------------------------------- |
| RE 9  | München Hbf – Mering – Augsburg Hbf –                  | Gessertshausen – Dinkelscherben – Günzburg – Ulm Hbf   | 060 Min.                          |
| RE 8  | München Hbf – Mering – Augsburg Hbf –                  | Meitingen – Donauwörth – Treuchtlingen                 | 120 Min.                          |
| RB 86 | München Hbf – Mering – Augsburg Hbf –                  | Gessertshausen – Dinkelscherben                        | 060 Min.                          |
| RB 87 | München Hbf – Mering – Augsburg Hbf –                  | Meitingen – Donauwörth                                 | 060 Min.                          |
| RB 86 | (München Hbf – Mering) – Augsburg Hbf – Gessertshausen | (München Hbf – Mering) – Augsburg Hbf – Gessertshausen | 060 Min. Mo–Fr (HVZ)              |
| RB 87 | Augsburg Hbf – Meitingen                               | Augsburg Hbf – Meitingen                               | 060 Min. (Mo–Fr)                  |
| RB 89 | Donauwörth – Nördlingen – Aalen Hbf                    | Donauwörth – Nördlingen – Aalen Hbf                    | 060 Min. (Mo–Fr) 120 Min. (Sa–So) |

Angebot seit 11. Dezember 2022
| Linie       | Linienverlauf                                                                             | Linienverlauf                                                                             | Takt                                              |
| ----------- | ----------------------------------------------------------------------------------------- | ----------------------------------------------------------------------------------------- | ------------------------------------------------- |
| RE 9        | (München – Mering) – Augsburg – Neusäß – Gessertshausen – Dinkelscherben – Günzburg – Ulm | (München – Mering) – Augsburg – Neusäß – Gessertshausen – Dinkelscherben – Günzburg – Ulm | 60 Min. (120 Min.)                                |
| RE 80 RE 89 | München – Mering – Augsburg – Donauwörth –                                                | Treuchtlingen – Ansbach – Würzburg                                                        | 120 Min.                                          |
| RE 80 RE 89 | München – Mering – Augsburg – Donauwörth –                                                | Nördlingen – Aalen                                                                        | 120 Min.                                          |
| RE 80       | Treuchtlingen – Ansbach – Würzburg                                                        | Treuchtlingen – Ansbach – Würzburg                                                        | 120 Min. (alternierend mit RE 80 zu 60-Min.-Takt) |
| RB 86 RB 87 | München – Mering – Augsburg –                                                             | Neusäß – Gessertshausen – Dinkelscherben                                                  | (RB 86 Mo–Sa) 60 Min.                             |
| RB 86 RB 87 | München – Mering – Augsburg –                                                             | Gersthofen – Meitingen – Mertingen – Donauwörth                                           | (RB 86 Mo–Sa) 60 Min.                             |
| RB 89       | Donauwörth – Nördlingen – Aalen                                                           | Donauwörth – Nördlingen – Aalen                                                           | 120 Min. (alternierend mit RE 89 zu 60-Min.-Takt) |